# Ice Age 5 – Kollision voraus!
Ice Age 5 – Kollision voraus! (Originaltitel Ice Age: Collision Course) ist ein amerikanischer computeranimierter Action-Comedy-Film aus dem Jahr 2016, der auch in 3D vorgeführt wird. Dieser Film ist der fünfte Teil der Ice-Age-Filmreihe. Er wurde von Blue Sky Studios produziert und wird von 20th Century Fox vertrieben. Das Veröffentlichungsdatum für die Vereinigten Staaten war der 22. Juli 2016, in Deutschland erschien der Film bereits am 30. Juni 2016.

## Handlung
Bei dem Versuch, an eine nur schwer fassbare Eichel zu gelangen, wird Scrat ins Weltall katapultiert und löst dabei versehentlich eine Reihe von kosmischen Ereignissen aus, die auf der Erde zu Klimaveränderungen führen und nun die Ice-Age-Welt bedrohen. Das junge Wollhaarmammut Peaches möchte Julian heiraten und mit ihm von ihrer Familie wegziehen, was ihrem Vater Manni gar nicht gefällt. Manni und seine Frau Ellie feiern ihren Hochzeitstag. Während der Feier stürzen Meteoriten auf die Erde. In der Dinosaurier-Welt unter der Erde rettet das Wiesel Buck Dinosauriereier vor den Dromaeosauridae. Auf der Flucht vor den Sauriern entdeckt Buck eine Steintafel, die den Weltuntergang durch einen Meteoriteneinschlag erklärt. Kurze Zeit später kommt er an die Erdoberfläche und erzählt den anderen Säugetieren davon. Sie machen sich sofort auf den Weg zur ersten Absturzstelle. Buck entdeckt lila Steine, welche magnetisch geladen sind und den großen Asteroid anziehen. Ellie und Manni wollen Peaches und Julian klarmachen, dass es schlecht wäre, von ihnen wegzugehen, und Manni versucht sich mit Julian anzufreunden. Als in einer Nacht die Großmutter von Faultier Sid verschwindet, entdecken die Freunde die zauberhafte Welt Geotopia, in der alle jung bleiben. Sie suchen Hilfe beim spirituellen Anführer Shangri Llama. Doch er kann ihnen nicht helfen. Sid verliebt sich in das Faultier Brooke, doch als Sid ihr ein Geschenk aus einem Kristall machen will, fällt die Welt in sich zusammen und alle Bewohner von Geotopia werden älter. Buck kommt auf die Idee, alle Kristalle, welche den Asteroiden anziehen, in einen aktiven Vulkan zu schütten, um sie ins All zu jagen. Es gelingt ihnen knapp, den riesigen Meteoriten abzulenken. Zum Schluss heiraten Peaches und Julian.
Scrat sorgt währenddessen dafür, dass das Leben auf dem Mars ausgelöscht wird.

## Produktion

### Produktionsgeschichte
Im November 2015 erschien der Kurzfilm Scrat-Tastrophe im All, in welchem Scrats Suche nach seiner Eichel im Weltall gezeigt wird und der damit die Vorgeschichte erzählt, die zu Veränderungen im Sonnensystem führt und die Geschehnisse in Ice Age – Kollision voraus! in Gang setzt. Zudem wurde dieser Film seit 6. November als Vorfilm von Die Peanuts – Der Film gezeigt.

### Synchronisation
Die deutsche Synchronisation entstand nach einem Dialogbuch von Michael Nowka unter seiner Dialogregie im Auftrag der Berliner Synchron AG. Am 26. April 2016 verstarb Arne Elsholtz, der in den vorangegangenen vier Teilen und Kurzfilmen die Sprechrolle des Mammuts Manfred „Manni“ übernahm. Manni wird im fünften Teil nun von Thomas Nero Wolff gesprochen.
| Rolle                  | Englischer Sprecher  | Deutscher Sprecher   | Spezies                                             |
| ---------------------- | -------------------- | -------------------- | --------------------------------------------------- |
| Sid                    | John Leguizamo       | Otto Waalkes         | Megalonyx (Riesenfaultier)                          |
| Manni                  | Ray Romano           | Thomas Nero Wolff    | Wollhaarmammut                                      |
| Diego                  | Denis Leary          | Thomas Fritsch       | Säbelzahntiger                                      |
| Ellie                  | Queen Latifah        | Daniela Hoffmann     | Wollhaarmammut                                      |
| Crash                  | Seann William Scott  | Rainer Fritzsche     | Opossum                                             |
| Eddie                  | Josh Peck            | Julien Haggège       | Opossum                                             |
| Buck                   | Simon Pegg           | Michael Iwannek      | Wiesel                                              |
| Shira                  | Jennifer Lopez       | Ranja Bonalana       | Säbelzahntiger                                      |
| Neil deBuck Wiesel     | Neil deGrasse Tyson  | Norbert Langer       | Wiesel                                              |
| Shangri Llama          | Jesse Tyler Ferguson | Christian Gaul       | Lama                                                |
| Brooke                 | Jessie J             | Gabrielle Pietermann | Riesenfaultier                                      |
| Peaches                | Keke Palmer          | Marieke Oeffinger    | Wollhaarmammut                                      |
| Julian                 | Adam DeVine          | Roman Wolko          | Wollhaarmammut                                      |
| Sids Großmutter        | Wanda Sykes          | Marie Gruber         | Riesenfaultier                                      |
| Francine               | Melissa Rauch        | Ann-Kathrin Brömmel  | Riesenfaultier                                      |
| Teddy                  | Michael Strahan      | Joachim Kaps         | Kaninchen                                           |
| Gavin                  | Nick Offerman        | Ronald Nitschke      | Dakotaraptor                                        |
| Gertie                 | Stephanie Beatriz    | Friederike Walke     | Dakotaraptor                                        |
| Roger                  | Max Greenfield       | Torge Oelrich        | Dakotaraptor                                        |
| Mariachi-Band-Mitglied | Carlos Ponce         |                      | Biber                                               |
| Scrat                  | Chris Wedge          | Originalstimme       | „Säbelzahn-Eichhörnchen“ (fiktiv, Cronopio ähnlich) |

## Rezeption

### Kritiken
Auf der Seite Rotten Tomatoes sind von 121 aufgelisteten Kritiken nur 18 % positiv gegenüber dem Film eingestellt.
Carsten Baumgardt von Filmstarts bezeichnete Ice Age – Kollision voraus! als „mit einem Hauch von Story versehenes Stückwerk“, in dem „mit einem Feuerwerk aus vogelwild zusammengemixten verrückten Ideen“ versucht werde, „die eklatanten erzählerischen Schwächen zu verbergen.“ Durch „die schiere Vielzahl an hektisch wuselnden Nebenfiguren“ werde der Film zu einem „Sperrfeuer meist beliebig erscheinender Klamaukeinlagen.“
Michael Pilz von Die Welt ist besonders von der Entwicklung der Animationstechnik beeindruckt: „Die Animatoren zeigen, was sie und ihre Programme mittlerweile alles können: In den Elektronenstürmen der galaktischen Magnetfelder geraten die Frisuren der Geschöpfe überwältigend aus jeder vorstellbaren Form und Fassung. Herrlich fällt das Licht durch Bernsteinkiefernwälder, Schachtelhalmhaine und Bergkristalle. Die Vulkanasche will man sich von der Brille wischen und das Quellwasser mit beiden Händen schöpfen. Die Meteoriten scheinen ihre Hitze auch im Kino zu verströmen.“

### Einspielergebnis
Die weltweiten Einnahmen des Films liegen bei über 408 Millionen US-Dollar. Das Budget betrug 105 Mio. US-Dollar, dies ist das höchste Budget aller Ice Age Filme. In den deutschen Kinos konnte der Film über 2,9 Millionen Besucher verzeichnen und befand sich damit auf Platz 7 der im Jahr 2016 gestarteten Filme.